# 第1回NFLオナーズ
第1回NFLオナーズは、NFLの2011年シーズンについて行われた授賞式。2011年シーズンのチャンピオンを決定する第46回スーパーボウルの前日の2012年2月3日にスーパーボウル開催地のインディアナ州インディアナポリスで開催された。

## 受賞者一覧
| 賞                                            | 受賞者                     | POS      | チーム                                 |
| --------------------------------------------- | -------------------------- | -------- | -------------------------------------- |
| AP通信MVP                                     | アーロン・ロジャース       | QB       | グリーンベイ・パッカーズ               |
| AP通信最優秀コーチ賞                          | ジム・ハーボー             | HC       | サンフランシスコ・49ers                |
| AP通信最優秀攻撃選手賞                        | ドリュー・ブリーズ         | QB       | ニューオーリンズ・セインツ             |
| AP通信最優秀守備選手賞                        | テレル・サッグス           | OLB      | ボルチモア・レイブンズ                 |
| ペプシ最優秀新人賞                            | キャム・ニュートン         | QB       | カロライナ・パンサーズ                 |
| AP通信最優秀新人攻撃選手賞                    | キャム・ニュートン         | QB       | カロライナ・パンサーズ                 |
| AP通信最優秀新人守備選手賞                    | ボン・ミラー               | OLB      | デンバー・ブロンコス                   |
| AP通信カムバック賞                            | マシュー・スタッフォード   | QB       | デトロイト・ライオンズ                 |
| 最優秀プレー賞                                | ランドール・コブ           | WR       | グリーンベイ・パッカーズ               |
| GMC名シーン賞                                 | ティム・ティーボウ         | QB       | デンバー・ブロンコス                   |
| NFL.com最優秀ファンタジー選手                 | カルビン・ジョンソン       | WR       | デトロイト・ライオンズ                 |
| マッデン最優秀オフェンシブライン賞            | ニューオーリンズ・セインツ | OL       | ニューオーリンズ・セインツ             |
| ウォルター・ペイトンNFLマン・オブ・ザ・イヤー | マット・バーク             | C        | ボルチモア・レイブンズ                 |
| ドン・シュラ最優秀高校コーチ賞                | ジョン・マキシック         | HC       | サマーヴィル高校（サウスカロライナ州） |
| サルートトゥサービス賞                        | バド・アダムス             | オーナー | テネシー・タイタンズ                   |